# Joanne Richoux
Pour les articles homonymes, voir Richoux.
Œuvres principales
- Marquise
- Les Collisions
- Toffee Darling
- Désaccordée

Joanne Richoux (née le 17 novembre 1990 dans la région parisienne) est une autrice française. Elle publie son premier roman en 2012.

## Biographie
Joanne Richoux est née le 17 novembre 1990 en banlieue parisienne. Elle a passé son adolescence dans le petit village auvergnat de Saint-Germain-l'Herm. Installée à Grenoble en 2008, elle effectue des études de psychologie jusqu'à la licence, puis elle prend la décision d'entièrement se consacrer à l’écriture.
En mars 2017, elle publie Marquise, son troisième roman (le premier à compte d'éditeur) à l'univers rock, dans la collection Exprim' des Éditions Sarbacane. Ce roman sera sélectionné pour le Prix T'aimes lire 2018.
Les Collisions, son quatrième roman, paraît en avril 2018. Il s'agit d'une adaptation moderne des Liaisons dangereuses de Choderlos de Laclos. Ce roman est l'un des six ouvrages sélectionnés pour le prix Texto-Festival des idées Paris. Lors du Salon du livre et de la presse jeunesse de Montreuil 2019, il remporte la septième édition du prix La Voix des Blogs.
En avril 2019, elle publie son cinquième roman Toffee Darling, un road-trip dans les États-Unis des années 1960, lauréat du prix Livres à vous 2019. Au mois de septembre de la même année paraît Désaccordée chez Gulf Stream Éditeur que l'autrice qualifie de « Alice au pays des merveilles avec du chèvrefeuille, des motos, une boîte à musique et des hippocampes ».
En février 2020, elle entre au catalogue d'Actes Sud Junior avec son septième roman, PLS, un huis clos « romantique » faisant état des dérives et de la sexualité des jeunes.

## Œuvres
Chez Publibook
- Mets-moi en pièce, 2012  (ISBN 978-2-27483-059-0).
- Post-mortem à la cerise, 2013  (ISBN 978-2-34200-566-0).

Chez Hugues Facorat Edition
- Nouvelles sous antalgiques (recueil de nouvelles), 2014  (ISBN 978-1-09319-801-0).

Aux éditions Sarbacane
- Marquise, 2017  (ISBN 978-2-84865-958-9).
- Les Collisions, 2018  (ISBN 978-2-37731-073-9).
- Toffee Darling, 2019  (ISBN 978-2-37731-234-4).

Chez Gulf Stream éditeur
- Désaccordée, 2019  (ISBN 978-2-35488-699-8).

Chez Actes Sud
- PLS, 2020  (ISBN 978-2330130992).
- La Peau des filles, 2022  (ISBN 978-2-330-16621-2)